# Naohiro Ishikawa
Pour les articles homonymes, voir Ishikawa.
 (juin 2025).
Si vous disposez d'ouvrages ou d'articles de référence ou si vous connaissez des sites web de qualité traitant du thème abordé ici, merci de compléter l'article en donnant les références utiles à sa vérifiabilité et en les liant à la section « Notes et références ».
Naohiro Ishikawa (石川 直宏, Ishikawa Naohiro), né le 12 mai 1981 à Yokosuka, est un footballeur japonais.

## Distinctions
- J. League Best Eleven : 2009